# Michael Berrer
Michael Berrer (Stuttgart, 1980. július 1. –) német hivatásos teniszező.

## Döntői

### Egyéni döntő: (1)

#### Elveszített döntő (1)
| Összesítés                                            | Összesítés |
| ----------------------------------------------------- | ---------- |
| Grand Slam-torna                                      | (0)        |
| ATP World Tour Masters 1000 / ATP Masters Series      | (0)        |
| ATP World Tour 500 Series / International Series Gold | (0)        |
| ATP World Tour 250 Series / International Series      | (1)        |
| ATP World Tour Finals / Tennis Masters Cup            | (0)        |
| Olimpiai aranyérem                                    | (0)        |

|    | Dátum            | Torna                | Borítás    | Ellenfél a döntőben | Eredmény a döntőben |
| 1. | 2010. február 7. | Zágráb, Horvátország | Kemény (i) | Marin Čilić         | 4–6, 7–6(5), 3–6    |

## Páros címek (1)
| Összesítés                                            | Összesítés |
| ----------------------------------------------------- | ---------- |
| Grand Slam-torna                                      | (0)        |
| ATP World Tour Masters 1000 / ATP Masters Series      | (0)        |
| ATP World Tour 500 Series / International Series Gold | (0)        |
| ATP World Tour 250 Series / International Series      | (1)        |
| ATP World Tour Finals / Tennis Masters Cup            | (0)        |
| Olimpiai aranyérem                                    | (0)        |

|    | Dátum          | Torna                | Borítás | Ellenfél a döntőben | Eredmény a döntőben       |                  |
| 1. | 2008. május 4. | München, Németország | salak   | Rainer Schüttler    | Scott Lipsky David Martin | 7–5, 3–6, [10-8] |

## Külső hivatkozások
- Berrer Recent Match Results
- Berrer World Ranking History